# Reshad Strik
Reshad Strik (Canberra, 1981) es un actor australiano, más conocido por haber interpretado a Andy Llewellyn en la serie HeadLand.

## Biografía
Reshad creció en la costa central de Nueva Gales del Sur.
Se entrenó en la escuela australiana "Australian Academy of Dramatic Art".
En el 2010 se casó con Sabina Pitić, la pareja tiene una hija Meryem Strik.

## Carrera
En el 2005 apareció como invitado en la serie policíaca Blue Heelers donde interpretó a Tony Peroni durante el episodio "Everything a Girl Could Want".
Ese mismo año se unió al elenco de la serie HeadLand donde dio vida a Andy Llewellyn, hasta el 2006.
En el 2007 interpretó al soldado Michkey en la película de terror The Hills Have Eyes 2.
Apareció en el video musical "A Public Affair" de la cantante de pop Jessica Simpson, en donde interpretó a su interés amoroso.

## Filmografía

### Series de televisión
| Año         | Serie             | Personaje      | Notas                                   |
| ----------- | ----------------- | -------------- | --------------------------------------- |
| 2015        | Dig               | Ben Heim       | episodio "Armageddon Protocol"          |
| 2015        | Dirilis: Ertugrul | Claudius       | 3 episodios                             |
| 2014 - 2015 | Filinta           | Zülfü          | 5 episodios                             |
| 2005 - 2006 | HeadLand          | Andy Llewellyn | 58 episodios                            |
| 2005        | Blue Heelers      | Tony Peroni    | episodio "Everything a Girl Could Want" |

### Películas
| Año  | Título                | Personaje      | Notas |
| ---- | --------------------- | -------------- | --- |
| 2007 | The Hills Have Eyes 2 | Soldado Mickey | junto a Jessica Stroup, Eric Edelstein, Ben Crowley, Daniella Alonso, Archie Kao, Jay Acovone, Jeff Kober y Philip Pavel |